# پسرهای مامان
پسرهای مامان (انگلیسی: Mamma's Boys) یک فیلم کمدی صامت کوتاه به کارگردانی ویلارد لوئیس است که در سال ۱۹۱۶ منتشر شد. از بازیگران این فیلم می‌توان به اولیور هاردی و بیلی روژ اشاره کرد.